# Ганс-Йоахім Клаус
Ганс-Йоахім Клаус (нім. Hans-Joachim Klaus; 17 травня 1918, Шарлоттенбург — ?) — німецький офіцер-підводник, капітан-лейтенант крігсмаріне.

## Біографія
3 квітня 1937 року вступив на флот. З вересня 1939 року — командир взводу 7-го дивізіону корабельного озброєння (Штральзунд). В червні-жовтні 1940 року пройшов курс підводника. З жовтня 1940 по лютий 1941 року — ад'ютант 25-ї флотилії. З 6 березня 1941 року — 1-й вахтовий офіцер на підводному човні U-560, з жовтня 1941 року — на U-566. В липні-серпні 1942 року пройшов курс командира човна. З 16 жовтня 1942 року — командир U-340, на якому здійснив 3 походи (разом 109 днів у морі). 2 листопада 1943 року U-340 був виявлений союзною авіацією і прийняв бій. Після бою з есмінцями «Ектів», «Візерінгтон», шлюпом «Флітвуд» і патрульним літаком «Ліберейтор» човен викинувся на мілину і згодом затонув поблизу Танжера. 1 член екіпажу загинув, 48 (включаючи Клауса) вціліли і потрапили в полон.

## Звання
- Кандидат в офіцери (3 квітня 1937)
- Морський кадет (21 вересня 1937)
- Фенріх-цур-зее (1 травня 1938)
- Оберфенріх-цур-зее (1 липня 1939)
- Лейтенант-цур-зее (1 серпня 1939)
- Оберлейтенант-цур-зее (1 вересня 1941)
- Капітан-лейтенант (1 квітня 1944)